# Svaz komunistů Chorvatska

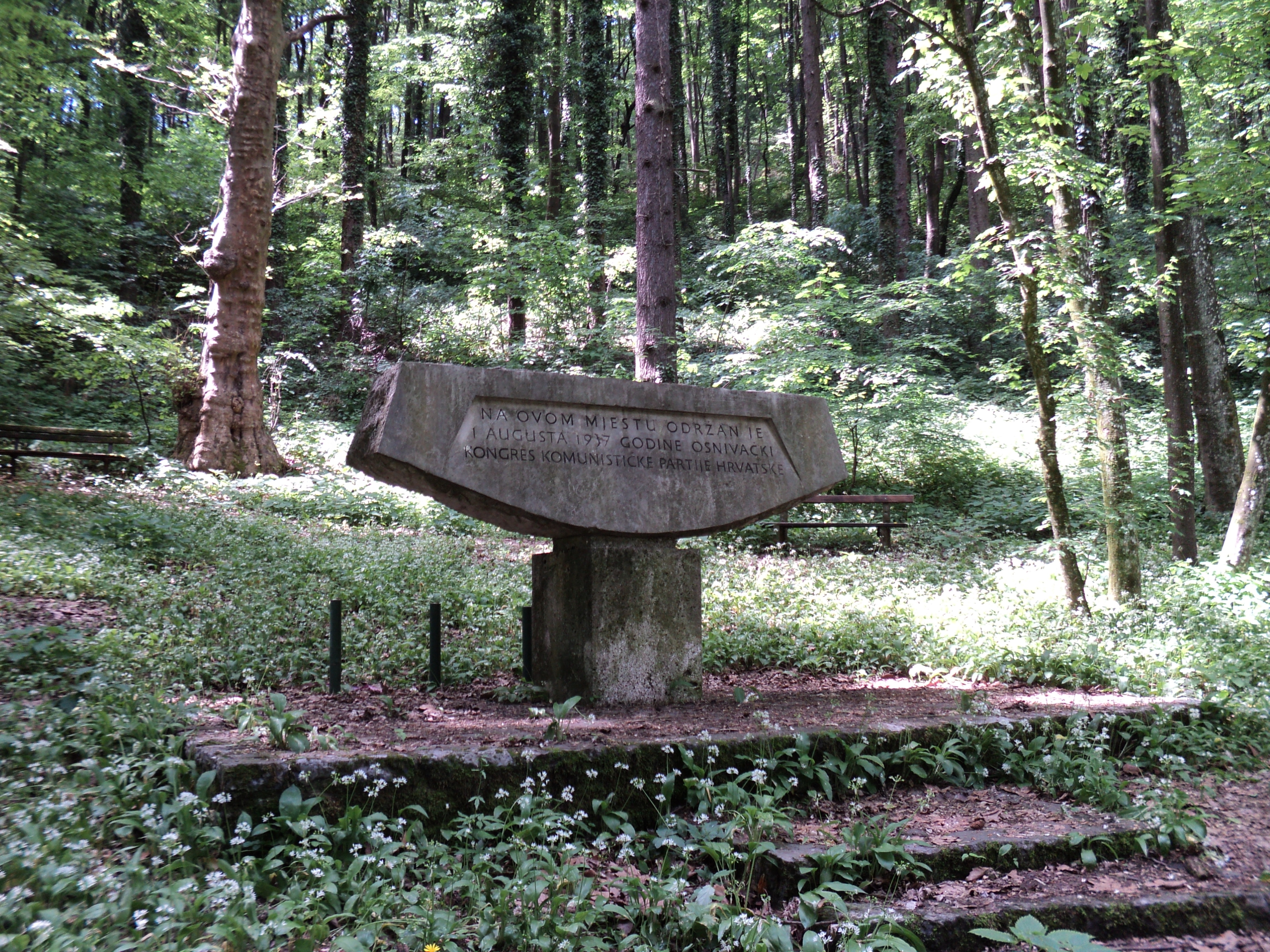
Památník na místě, kde byla chorvatská komunistická strana roku 1937 založena.

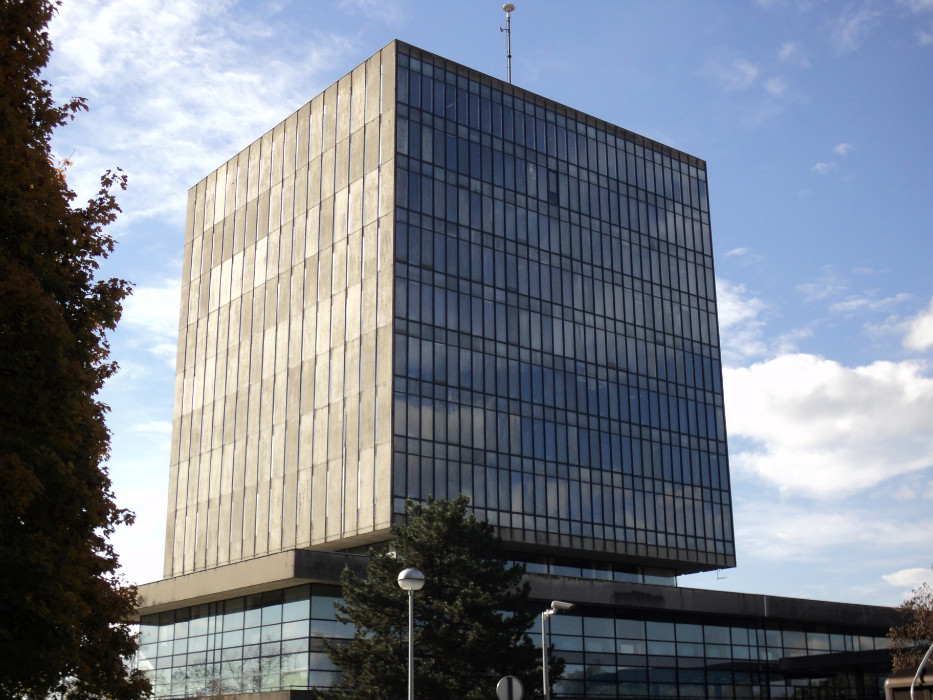
Bývalé sídlo SKH v Záhřebu.

Svaz komunistů Chorvatska (srbochorvatsky Savez komunista Hrvatske/Савез комуниста Хрватске, do roku 1952 známý jako Komunistická strana Chorvatska srbochorvatsky Komunistička partija Hrvatske/Комунистичка партија Хрватске) byla republiková organizace SKJ na území SR Chorvatsko.
Organizace byla založena v roce 1937 v Samoboru pod názvem Komunistická strana Chorvatska. V té době působila v ilegalitě, neboť byla komunistická strana v jugoslávském království nelegální. KPH byla (podobně jako KPS) zamýšlena jako jeden z prvních kroků k rozbití jugoslávského státu a vybudování nezávislých národních, ale sovětských republik.[zdroj?]
V roce 1971 byly v řadách chorvatských komunistů provedeny v souvisosti s chorvatským jarem personální čistky a rozsáhlá obměna vedení. V 70. a 80. letech proto mezi chorvatskými komunisty převládal konzervativní proud, který tvrdě potíral jakékoliv snahy o liberalizaci poměrů. Zatímco v sousedním Slovinsku a Srbsku docházelo k mírnému, ale jistému uvolňování poměrů (ve Slovinsku existence opozičních platforem a v Srbsku kritické inteligence), Chorvatsku vládli místní komunisté pevnou rukou.[zdroj?]
Na 14. sjezdu SKJ odešli chorvatští představitelé demonstrativně ze sálu a přerušili tak kontakty se svojí mateřskou organizací, SKJ.
V roce 1990 se po legalizaci pluralitního politického systému v Chorvatsku transformovala v Svaz komunistů Chorvatska - Stranu demokratických změn. Později byla první část názvu odstraněna zcela. Chorvatští komunisté se chtěli v atmosféře rozsáhlých politických změn v Jugoslávii prezentovat jako evropská levicová strana a rozejít se s praxí minulosti. V prvních svobodných volbách utrpěli ovšem zdrcující porážku, získali pouze 14 % hlasů (zatímco vítězné Chorvatské demokratické společenství drtivě zvítězilo).[zdroj?] Ideovým nástupcem SKH je od roku 1993 chorvatská Sociálně demokratická strana (Socijaldemokratska partija Hrvatske).

## Sekretáři ÚV SKH
- Rade Končar, (1940 – 1941)
- Vlado Popović, (1941 – 1942)
- Andrija Hebrang, (1942 – 1944)
- Vladimir Bakarić, (1944 – 1969)
- Savka Dabčević-Kučar, (1969 – 1971)
- Milka Planinc, (1971 – 1982)
- Jure Bilić, (1982 – 1983)
- Josip Vrhovec, (1983 – 1984)
- Mika Špiljak, (1984 – 1986)
- Stanko Stojčević, (1986 – 1989)
- Ivica Račan, (1989 – 1990)